# Hetaerina charca
Hetaerina charca är en trollsländeart som beskrevs av Philip Powell Calvert 1909. Hetaerina charca ingår i släktet Hetaerina och familjen jungfrusländor. Inga underarter finns listade i Catalogue of Life.